# Habroloma marginicolle
Habroloma marginicolle (лат.) — вид златок рода Habroloma из подсемейства Agrilinae.

## Описание
Мелкие жуки-златки (около 3 мм). От близких видов отличается следующими признаками: передняя волнистая поперечная полоса надкрылий серебристая, полная; простернальный отросток с задним краем линейно усеченный. Тело клиновидное, сужающееся к заднему концу даже от базальной половины.
Растение-хозяин. Розовые (Rosaceae): Rubus sieboldii, Rubus buergeri.
Листовая мина. Коричневая пятнистая мина на зрелом листе. Яйцо откладывается на расстоянии от края листа, и мина разрастается в листовой пластинке. Мякоть нитевидная.